# Citroën-Kégresse P14
Il Citroën-Kégresse P14 era un trattore d'artiglieria semicingolato prodotto dalla francese Citroën e basato sul sistema sviluppato da Adolphe Kégresse. Il mezzo fu usato dall'Esercito francese, da quello polacco e dall'esercito belga; esemplari di preda bellica furono impiegati dalla Wehrmacht durante la seconda guerra mondiale.

## Storia
Il modello P14 faceva parte di una famiglia di semicingolati Citroën-Kégresse, comprendente anche il P17 ed il P19, acquisiti dall'Armée de terre all'inizio degli anni 1930 come trattori d'artiglieria, veicoli trasporto truppe e da ricognizione. Essi erano basati sul cingolo tipo "Kégresse-Hinstin", sviluppato per i grandi raid trans-africani degli anni venti. Tra il 1930 ed il 1932 venne prodotto un numero ridotto di esemplari, che vennero utilizzati come trattori d'artiglieria. Simile al P19, era tuttavia più potente e pesante e montava un treno di rotolamento rinforzato secondo i requisiti dell'Armée. I veicoli catturati dalla Wehrmacht dopo la resa della Francia furono reimmessi in servizio e ridenominati Transportkraftwagen Ci 306(f).
All'inizio del 1931 la Francia accettò di consegnare alla Polonia 94 semicingolati Citroën-Kégresse nei vari modelli P14, P17 e P19. I mezzi furono consegnati tra il maggio 1931 ed il dicembre 1933 ed impiegati come trattori d'artiglieria, veicoli da collegamento e posto telefonico. I P19 polacchi vennero impiegati fino alla seconda guerra mondiale per il traino dei cannoni 120 mm armata wz. 1878/09/31 e 155 mm wz. 1917.
Nel 1934 il P14 venne acquistato anche dal Belgio, che poi ne produsse una variante locale, la FN-Kégresse 3T.
Un P14 civile partecipò alla Croisière jaune, servendo da posto radio.

## Tecnica
Il telaio a longheroni era caratterizzato da un rullo sul muso, che favoriva il superamento di dossi e trincee. Le ruote anteriori, direttrici, avevano balestre semiellittiche; il treno di rotolamento era del tipo "Kégresse-Hinstin", sviluppato per le grandi traversate trans-africane degli anni venti, era costituito dalla ruota motrice anteriore, dalla ruota di rinvio posteriore su un bilanciere, da due carrellini portanti a due ruote ciascuno collegati all'asse posteriore da balestre semiellittiche e da un rullo reggicingolo. In posizione avanzata era montato il motore esacilindrico a benzina Citroën da 2655 cm³, erogante 42 CV. Dietro alla cabina di guida aperta, munita di telone, era disposta una panca trasversale per 4 serventi, che sedevano contromarcia.